# Reinhard Wiesemann
Reinhard Wiesemann
(2023 bei der NRZ)
© FUNKE Foto Services Lars Heidrich

Link zum Bild

Reinhard Wiesemann (* 1959 in Wuppertal) ist ein deutscher Ingenieur, ehemaliger IT-Unternehmer und Mäzen.
Als gelernter Elektrotechniker gründete er mit 18 Jahren erstmals ein Unternehmen für Computertechnik und gelangte als Unternehmer auch mit Patenten zu Vermögen.
Er lebt seit 1994 Essen und gründete dort zehn Jahre später die Kultureinrichtung Unperfekthaus. 2007, als das Projekt sich finanziell noch nicht selbst trug, erhielt er dafür den Kulturpreis der Kulturpolitischen Gesellschaft.
2015 erhielt er die Auszeichnung Bürger des Ruhrgebiets.